# Kamionka Mała (Popielarnia)
Kamionka Mała – przysiółek wsi Popielarnia, położony w Polsce w województwie mazowieckim, w powiecie żyrardowskim, w gminie Wiskitki.
W latach 1975–1998 przysiółek należał administracyjnie do województwa skierniewickiego.